# Episinus vaticus
Episinus vaticus là một loài nhện trong họ Theridiidae.
Loài này thuộc chi Episinus. Episinus vaticus được Herbert Walter Levi miêu tả năm 1964.